# 노키아 6210 내비게이터
노키아 6210 내비게이터는 2008년 7월에 출시된 노키아 6110 내비게이터의 후속작이다. 내비게이터 시리즈 중 3번째로 출시되었으며, A-GPS가 내장되어 있다. 첫 6개월 동안 무료로 내비게이션을 사용할 수 있다. 2009년 노키아가 대한민국에 복귀하면서 처음으로 내놓은 3G 휴대전화이다.

## 가속도계
6210에는 가속도계가 내장되어 있어서, 화면을 자동으로 전환하거나 뒤집었을 때 알람이나 벨소리를 나지 않도록 할 수 있다. 동영상 촬영 시 흔들림을 보정하거나, 사진 촬영 시 올바른 방향 정보를 기록한다. 소프트웨어에서 가속도계에 바로 접근할 수 있다. API 공개 이후 휴대폰을 흔들 때 스타워즈 광선검 소리를 내는 프로그램 등이 개발되었다.

## 기술 사양
- 심비안 OS 9.3, S60v3 FP2
- 쿼드밴드 GSM/GPRS/EDGE: 850/900/1800/1900 MHz
- 듀얼밴드 UMTS/HSDPA: 900/2100 MHz, HSDPA 3.6Mb/s
- 내장 GPS, 나침반, 가속도계
- FM 라디오, RDS 지원
- RAM 128MB
- microUSB

## 지도
노키아 맵 로더를 통하여 지도를 업데이트할 수 있다. 지역에 따라서 용량이 다르며, 대한민국 측량법의 지도 해외반출금지 규정 때문에 대한민국 지도는 제외되어 있다.